# Bon voyage, majesteit!
Bon voyage, majesteit! was een brochure van de Nederlandse journalist, schrijver en pamflettist Willem Oltmans die hij schreef in 1995 naar aanleiding van het voorgenomen staatsbezoek van koningin Beatrix aan Indonesië.
Oltmans had zelf de eerste vier maanden van dat jaar in het land verbleven om er in het huis van een zoon van de voormalige president Soekarno de laatste hand te leggen aan het manuscript van Mijn vriend Sukarno dat later dat jaar zou verschijnen. Hij achtte dat staatsbezoek onder de hem bekende omstandigheden uiterst ongepast. In de brochure roept hij de vorstin daarom op af te zien van het voorgenomen bezoek aan de voormalige Nederlandse kolonie ter gelegenheid van de viering van 50-jarige onafhankelijkheid van het land op 21 augustus van dat jaar. Beatrix was als enig buitenlands staatshoofd uitgenodigd de viering bij te wonen. Dit zou de definitieve verzoening tussen beide landen moeten bezegelen.
In de brochure steekt Oltmans een  tirade af tegen het Indonesische staatshoofd Soeharto. Hij betitelt hem als de "Indonesische Hitler" en de "Pol Pot van Indonesië". In de brochure van totaal 38 pagina´s (met 7 pagina´s bijlagen) vergelijkt hij Soeharto negen maal met zowel Hitler als Pol Pot en ook nog driemaal met Mussolini en noemt hij hem "een Cosa Nostra-figuur". Het land anno 1995 noemt Oltmans een "fascistische politiestaat".

## Context
De brochure, door Oltmans zelf een schotschrift genoemd verscheen op 24 mei 1995, drie maanden voor het staatsbezoek en ook kort voor het verschijnen van zijn boek Mijn vriend Sukarno over Oltmans' jarenlange vriendschap met de eerste Indonesische president Soekarno. Deze was in 1965 na de bloedige generaalscoup of Kudeta aan de kant gezet en in 1970  overleden. Volgens Oltmans betrof die coup een complot van de Amerikaanse inlichtingendienst CIA en was Soeharto een "stroman van de V.S." Daar zou omstreeks 1960 het besluit zijn genomen het opdringend communisme in Zuidoost-Azië te stoppen, wat ook leidde tot de Vietnam-oorlog, waarnaar door Oltmans in deze brochure veelvuldig wordt verwezen.
Oltmans hield Soeharto verantwoordelijk voor de massamoord in 1965-1967 op duizenden al dan niet vermeende leden van de PKI, het instellen van concentratiekampen, oorlogsmisdrijven in Nieuw-Guinea en op het in 1976 geannexeerde Oost-Timor en perscensuur.
In 1971 had er reeds een staatsbezoek aan Indonesië plaatsgevonden van de toenmalige koningin Juliana en prins Bernhard. Na het bloedbad van 1965-1967 leek in Indonesië onder het regime van Soeharto de rust terug te keren.

## Brief aan Beatrix
Op 14 maart 1995 had Oltmans zich reeds vanuit Jakarta per brief direct tot koningin Beatrix gewend. met zijn pleidooi om af te zien van het staatbezoek en de ontmoeting met Soeharto. Een deel van de tekst van deze brief zou hij opnemen in zijn brochure Welkom thuis, majesteit! die het licht zich na het staatbezoek. In de brief verwees hij naar haar Kersttoespraak uit 1994 en de uitspraken die zij daarin had gedaan over ´goed´ en ´fout´ (1995 was behalve het jaar waarin de 50-jarige onafhankelijkheid van Indonesië werd gevierd, tevens stond dat jaar in het teken van de viering van 50 jaar Bevrijding na de Bezetting 1940-1945). Hij zag in dat het wellicht reeds te laat was en dat zij niet meer onder de ‘foute’ reis uit kon komen. Hij hield niet haar persoonlijk doch daarentegen de regering ervoor verantwoordelijk dat de Majesteit "met deze gepatenteerde schurk zal moeten gaan rijsttafelen". Ook in die brief noemde hij Soekarno reeds "de Pol Pot van Indonesië", zoals hij ook herhaalijk zou doen in de eerdere brochure die hij na zijn terugkeer in Nederland schreef. Een kopie van deze brief zond hij naar de toenmalige 
premier Kok.

## Inhoud van de brochure
In het boekje tracht Oltmans, ofschoon al vele jaren fervent pleitbezorger van een normalisering van de betrekkingen tussen Nederland en de voormalige kolonie, uiteen te zetten waarom de vorstin onder de gegeven omstandigheden diende af te zien van het staatsbezoek. President Soeharto was aan de macht gekomen na een bloedige staatsgreep in 1965 en de mensenrechtensituatie in het land was sindsdien deplorabel. Haar reis zou een grote vergissing blijken omdat ze in Jakarta de hand moest schudden van "een president die bloed aan zijn handen heeft". Oltmans betitelde het voorgenomen staatsbezoek als een "historische blunder". In zijn uiteenzetting gaat Oltmans in op de door hem herkende aanwijzingen voor de door hem gestelde Amerikaanse betrokkenheid bij de generaalscoup in 1965, de daarna ontstane verwarring, de val van Soekarno en de massamoord in 1965-1967 op duizenden al dan niet vermeende leden van de Partai Kommunis Indonesia (PKI). 
In de brochure geeft Oltmans zijn visie op de voorgeschiedenis van de situatie in Indonesië. De eerste Indonesische president Soekarno, met wie hij in 1956 bevriend was geraakt, zag zich met name sinds 1958 geconfronteerd met een groeiende binnenlandse controverse tussen het leger en de PKI. Oltmans beschrijving in de brochure is in feite een voorschot op zijn op dat moment vrijwel voltooide boek Mijn vriend Sukarno, waarin hij die materie uitgebreid behandelt.
Volgens Oltmans was het aan de toenmalige Nederlandse regering en met name aan premier  Kok en de minister van Buitenlandse Zaken Hans van Mierlo te wijten dat Beatrix in die netelige positie zou zijn geraakt. Het Kabinet-Kok I (ook bekend als Paars I ) werd gevormd door de politieke partijen Partij van de Arbeid (PvdA), Volkspartij voor Vrijheid en Democratie (VVD) en de Democraten 66 (D66). Vooral Kok moest het in de kritiek van Oltmans ontgelden. Oltmans noemt Kok "een ras binnenland-premier, die over wat er in de wereld te koop is nauwelijks, en wat er vandaag in Indonesië speelt in het geheel niet, op de hoogte is". Hij suggereert reeds in 1973 een toekomstige rol in de politiek voor de toenmalige vakbondsbestuurder Kok te hebben voorzien, toen hij hem een exemplaar overhandigde van zijn boek Den Vaderland Getrouwe .
In de tekst verwijst Oltmans herhaaldelijk naar de toespraak tot het Nederlandse volk die koningin Beatrix op 5 mei 1995 had gehouden bij de viering van 50 jaar Bevrijding en de daarin beleden aandacht voor de mensenrechten.
Aan het begin van zijn pleidooi om af te zien van het voorgenomen staatsbezoek verwijst Oltmans ook naar zijn interview in 1956 met de eerste president Soekarno en de tegenwerking die hij sindsdien van de zijde van de Nederlandse overheid stelde te ondervinden. Hierover had Oltmans eerder tweemaal geschreven in zijn boeken De verraders (1968) en Den Vaderland Getrouwe (1973) en hij zou daarover wederom uitgebreid verhalen in het kort na zijn brochure verschenen boek Mijn vriend Sukarno, dat weliswaar over Soekarno gaat, maar eveneens doorspekt is met een beschrijving van Oltmans' eigen lotgevallen sinds dat interview in 1956. Het zou een terugkerend thema blijken in zijn geschriften.
Kort na het verschijnen van de brochure schreef Oltmans tevens een opiniestuk voor dagblad de Volkskrant, waarin hij eveneens zijn bezwaren tegen het voorgenomen staatsbezoek uiteenzette. Hierin benadrukt hij de verschillen tussen Soekarno en Soeharto, vergelijkt hij laatstgenoemde wederom met Pol Pot en noemt hij hem "de meest corrupte dictator van Zuidoost-Azië". Hierna kreeg hij bijval middels een ingezonden stuk in dezelfde krant van Saskia Wieringa.

## Aanhangsel
In een aanhangsel bij zijn tekst publiceert Oltmans kopieën van 6 door hem bemachtigde diplomatieke telexberichten van het Amerikaanse ministerie van Buitenlandse Zaken uit 1964 en 1965, waarvan de inhoud volgens hem aanwijzingen zijn voor de Amerikaanse betrokkenheid bij de staatsgreep in 1965.

## Reacties
Oltmans slaagde er niet in koningin Beatrix te doen afzien van het voorgenomen staatsbezoek. De politiek deed niets met Oltmans´ pleidooi. Hoewel Oltmans niet de enige journalist was met kritiek beperkten collega´s zich tot het plaatsen van kanttekeningen en werd in de pers op de brochure en het daarin gegeven dringend advies aan de vorstin lauw gereageerd. In berichten werd meer ingegaan op Oltmans' reputatie en de stijl van het geschrift dan op de inhoud. Beaamd werd dat de mensensrechtensituatie in Indonesië een serieuze zaak betrof, maar Oltmans' advies kon "met een korrel zout genomen worden". Na het staatsbezoek kwamen in de pers echter alsnog kritische tongen los. Oltmans zelf noemde de commentaren op de reis "rampzalig". "Bittere nasmaak" schreef De Volkskrant in een hoofdredactioneel commentaar. "Nederland is verpletterend vernederd" berichtte Hans Moll in NRC Handelsblad: volgens Oltmans "meer dan terecht". Evenals over de destijds actuele  Srebrenica-kwestie meende columnist Heldring dat omtrent dit staatsbezoek tot op de bodem diende te worden uitgezocht, hoe Kok en Van Mierlo het in hun hoofd hadden gehaald de vorstin in een dergelijke positie te manoeuvreren. Hij vreesde, dat veel onopgehelderd zou blijven omdat ze tot ‘het geheim van Noordeinde’ zouden worden gerekend.
Deze commentaren achteraf zou Oltmans triomfantelijk aanhalen in zijn brochure Welkom thuis, majesteit!. De toenmalige kroonprins Willem-Alexander zou daarentegen verbaasd zijn geweest over de beroering rond het staatsbezoek. Het door Oltmans aangekaart aspect van de mensenrechtensituatie was niet het enige heikele punt. Ook het koloniale verleden, het langdurig als "politionele acties" afgeschilderd Nederlands militaire optreden in de Indonesische Onafhankelijkheidsoorlog, de late erkenning van de onafhankelijkheid en de verwachte excuses voor de "excessen" bij dat optreden vormden eveneens een heet hangijzer.

## Weigering visum
Aan de vooravond van het vertrek van koningin Beatrix naar Indonesië werd aan Oltmans door de consulaire afdeling van de Indonesische ambassade te Den Haag geweigerd aan Oltmans een visum te verstrekken, waardoor hij niet kon meereizen met de Nederlandse journalisten in het gevolg van de vorstin bij het staatbezoek. Oltmans zou daarvan verslag doen voor de weekbladen HP/De Tijd en Story. De Rijksvoorlichtingsdienst verklaarde zich niet te verzetten tegen deze weigering omdat een nieuwe aanvraag kansloos werd geacht. Oltmans beschrijft de perikelen rond de weigering van het visum behalve in zijn volgende brochure Welkom thuis, majesteit! en tevens in zijn boek Mijn vriend Sukarno, waarvan het manuscript aan de vooravond van het staatsbezoek bijna voltooid was en door hem werd afgesloten op 15 augustus 1995 (het staatbezoek vond plaats op 21 augustus).

## Vervolg
- Na Bon voyage, majesteit! zou in hetzelfde jaar nog een volgende brochure verschijnen, getiteld Welkom thuis, majesteit!. Daarin zou Oltmans opnieuw ingaan op zijn geuite bezwaren tegen het staatsbezoek en zijn bedenkingen tegen het Soeharto-regime, en ook over de tegenwerking die hij zelf ondervond, doordat hij wegens zijn kritische houding als journalist niet aanwezig mocht zijn bij dat bezoek. Tevens nam hij daarin de tekst op van een brief die hij in maart 1995 vanuit Indonesië direct aan koningin Beatrix zelf had geschreven.
- In 2005, 10 jaar na het staatsbezoek en een jaar na het overlijden van Oltmans, zou bekend worden dat Beatrix het voornemen had gehad bij die gelegenheid aan het Indonesische volk excuses aan te bieden voor het Nederlands optreden tijdens de Indonesische Onafhankelijkheidsoorlog, doch daarvan door premier Kok zijn weerhouden[21] Ook het onderwerp van de late erkenning van de Indonesische onafhankelijkheid door Nederland werd door haar gemeden[22]. Uiteindelijk werden in maart 2020 excuses voor de zogeheten excessen alsnog aangeboden door koning Willem-Alexander tijdens zijn staatsbezoek[23][24].

## Varia
- In de brochure worden de namen van Soeharto en Soekarno geschreven volgens de in 1972 ingevoerde Moderne Indonesische Spelling als Suharto. Daarbij werd de uit de Nederlandse taal afkomstige oe afgeschaft.

## Volledige tekstBon voyage, majesteit!
Volledige tekst